# Casa Palacio Arrese
La Casa Palacio Arrese se localiza en Barrenkale n.º 30, dentro del Casco de Vergara en Guipúzcoa, País Vasco (España), en lo que fue el Casco antiguo, frente al Palacio Irizar. Es un palacio urbano del siglo XVI perteneciente a la tipología de palacio renacentista castellano con balcón y escudo en esquina que, en la actualidad, alberga varios pisos de viviendas.
Consta de cuatro alturas y se cubre con tejado a cuatro aguas (además presenta otra cubierta a doble vertiente). Los paramentos, de considerable grosor, son de piedra de sillería rematados con garitones que no sobrepasan la línea de cornisa.
La fachada principal, orientada al Oeste, se abre en su planta baja a través de arquería compuesta por cuatro huecos, tres de ellos adintelados y otro de medio arco antiguo (hasta fecha reciente estos huecos eran cuatro arcos de medio punto, dos de ellos de medio punto peraltados modernos y los otros dos antiguos, siendo uno de estos de gran dovelaje y que presumiblemente constituía la entrada original del edificio que se ha respetado). El resto de la fachada presenta balcones dispuestos ordenadamente. La fachada lateral orientada al Sur presenta, además de balcones, ventanas. El resto de las fachadas dan a patio y carecen de interés por haber sufrido numerosas reformas.
Entre la fachada principal y lateral exterior, a nivel de segundo piso, sobrepasando este tanto por la parte superior como por la inferior, se encuentra el elemento más interesante del inmueble: el conjunto de balcón y escudo en esquina.
El balcón se acomoda a la esquina y presenta numerosos elementos ornamentales. El hueco se abre en forma de arco esquinero con derrame interior, apeado en cornisa volada y rematado por frontón triangular. Pilastras jónicas pareadas flanquean el hueco. El frontón presenta en el centro un busto de mujer y acróteras en altorrelieve. En las enjutas de arco se observan tondos con decoración radial. Bajo este balcón se dispone un gran escudo esquinero, cuartelado y franqueado por dos leones rampantes.
De lo anterior se deduce que el interés del inmueble radica en los elementos más destacables, constituyendo los mismos las fachadas a las calles Barrenkale y Arrese Zeharbidea, así como la medianera visible desde esta última con su disposición de huecos, elementos esquineros (de especial valor), garitones, cornisa respecto de su altura y la solución constructivo-estructural de la cubierta.
En los palacios Arrese y Azkarate-Marutegi, se introduce el gusto renacentista en la villa de Vergara. Ambos se engalanan con sendos balcones en esquina. El de Azkarate-Marutegi además destaca porque su fachada se decora hacia la calle San Pedro con 53 placas cerámicas.
Jerónimo Pérez de Arrese fue sucesor de la casa solariega, casado con Francisca de Zabala, sus hijos Martín de Arrese y Juan de Arrese fundarían después el mayorazgo de Arrese con facultad real. Juan de Arrese sería colegial del mayor de Santa Cruz en Valladolid y luego Inquisidor del tribunal de Valladolid.